# Brucio
Brucio  es una denominación historiográfica para la actual región italiana de Calabria. Tal topónimo procedía de la tribu de los brucios, que ocuparon la zona antes de la colonización griega del siglo VIII a. C.. En la Antigüedad no había ningún nombre específico para el territorio en su conjunto, si bien los autores posteriores lo nombrarán Bruttium (Brucio) en época romana y, anteriormente, Brettia, en época de la Magna Grecia.
Los brucios, ayudados por los lucanos, atacaron las colonias costeras de los griegos en el siglo III a. C. y resistieron con éxito a los intentos de estos para dominarlos.
La capital del Brucio era Consentia (actual Cosenza). Los brucios mantuvieron su independencia hasta el 280 a. C., cuando ayudaron a Pirro, rey de Epiro, en su guerra contra Roma.
Tras derrotar a Pirro, los romanos invadieron el Brucio, ocuparon buena parte del territorio y establecieron importantes colonias romanas, como Rhegium (actual Regio de Calabria) y Vibo Valentia, entre otras.
Durante la segunda guerra púnica (218-201 a. C.), los brucios se sublevaron y ayudaron al cartaginés Aníbal. Tras la guerra Social, los brucios, al igual que todos los demás itálicos, obtuvieron la plena 
ciudadanía romana a través de la Lex Plautia Papiria.
Después de la caída de Roma en el siglo V, pasó a formar parte del Imperio bizantino. Posteriormente recibiría el nombre de Calabria.